# Repede
Repede sau repedea de câmp (Cicindela campestris) este un gândac coleopter frumos de culoare arămie, cu spatele verde-deschis și cu puncte albe pe fiecare elitră, care fuge foarte iute. Este răspândit în toată Europa. Au un zbor foarte rapid, dar scurt, de unde le vine și numele. Atât adulții cât și larvele se hrănesc cu insecte, fiind utili în combaterea dăunătorilor agriculturii.